# Lehrbuch der Botanik
Das Lehrbuch der Botanik, bis einschließlich der 35. Auflage Lehrbuch der Botanik für Hochschulen, kurz „Strasburger“, ist ein Standardwerk der Botanik. Die Kurzbezeichnung wurde nach seinem Begründer, dem Bonner Botanikprofessor Eduard Strasburger (1844–1912), gewählt. Mit der 37. Auflage (2014) wurde das Werk in Lehrbuch der Pflanzenwissenschaften umbenannt.

## Geschichte
Schon kurz nach dem Erscheinen der ersten Auflage 1894 wurde das Buch im deutschen Sprachraum zur „Bibel der Botaniker“. Diesen Ruf genießt das Werk noch heute. Das Buch wurde in mehrere Sprachen übersetzt.
Strasburger verfasste die erste Auflage zusammen mit seinen Bonner Kollegen Fritz Noll, Heinrich Schenck und Andreas Franz Wilhelm Schimper. Diese Tradition – vier mit der Zeit wechselnde Hochschullehrer verfassten die Texte, die sich mit allen Aspekten der Botanik von der Zellenlehre bis zur Pflanzengeographie beschäftigten – hielt sich über 100 Jahre. Das Buch wurde daher auch als „Vier-Männer-Buch“ bezeichnet.
Im Jahr 1958 wurde die 27. Auflage mit einem Umfang von 694 Seiten und 952 Abbildungen („Figuren“) – zum allergrößten Teil Schwarzweiß-Zeichnungen – in einer Neubearbeitung von den Hochschulprofessoren Dietrich von Denffer (Gießen), Franz Firbas (Göttingen), Richard Harder (Göttingen) und Walter Schumacher (Bonn) vorgelegt.
In der 35. Auflage (2002) wurde der vorher von Friedrich Ehrendorfer bearbeitete Bereich auf zwei neue Autoren aufgeteilt: Joachim W. Kadereit übernahm die Bereiche Evolution sowie die Samenpflanzen-Systematik und Christian Körner den Bereich Ökologie. Der Physiologie-Teil wurde von Elmar Weiler neu verfasst.
Mit der 36. Auflage (2008) zog sich Peter Sitte aus Altersgründen zurück, der seit der 33. Auflage (1991) den Morphologie-Teil verfasst hatte; der Struktur-Teil wurde von Gunther Neuhaus übernommen. Den Physiologie-Teil übernahm Uwe Sonnewald. Der Titel wurde auf Lehrbuch der Botanik geändert. In der 2014 erschienenen 37. Auflage ersetzte Benedikt Kost von der Universität Erlangen-Nürnberg Gunther Neuhaus. Gleichzeitig wurde der Titel auf Strasburger – Lehrbuch der Pflanzenwissenschaften geändert. Damit wurde der im deutschen Sprachraum im akademischen Kontext zunehmenden Verwendung des Begriffs „Pflanzenwissenschaft“ für „Botanik“ entsprochen.
Die 38. Auflage (2021) wurde von Joachim W. Kadereit, Christian Körner, Peter Nick und Uwe Sonnewald verfasst.

## Aufbau
Das Lehrbuch umfasst sechs Teile mit insgesamt 24 Kapiteln: 
1. Aufbau von Pflanzen: Struktur und Funktion der Zelle (Nick), Die Gewebe der Gefäßpflanzen (Nick), Funktionelle Morphologie und Anatomie der Gefäßpflanzen (Nick und Kadereit)
2. Genetik: Die genetischen Systeme der Pflanzenzelle (Sonnewald), Grundlagen der Genaktivität (Sonnewald), Grundlagen der Biosynthese und des Abbaus von Proteinen (Sonnewald), Grundlagen der Vererbung (Kadereit), Mutationen (Kadereit), Epigenetische Regulation (Sonnewald), Gentechnik (Sonnewald)
3. Entwicklung: Von der Zelle zum Organismus – Prinzipien der pflanzlichen Entwicklung (Nick), Kontrolle der Entwicklung durch Phytohormone (Nick), Kontrolle der Entwicklung durch Außenfaktoren (Nick)
4. Physiologie: Stoffwechselphysiologie (Sonnewald), Bewegungsphysiologie (Sonnewald), Allelophysiologie  (Sonnewald)
5. Evolution und Systematik: Evolution (Kadereit), Methoden der Systematik (Kadereit), Stammesgeschichte und Systematik der Bakterien, Archaeen, „Pilze“, Pflanzen und anderer photoautotropher Eukaryoten (Kadereit), Vegetationsgeschichte (Kadereit)
6. Ökologie: Grundlagen der Pflanzenökologie (Körner), Pflanzen im Lebensraum (Körner), Populations- und Vegetationsökologie (Körner), Vegetation der Erde (Körner)

## Auflagen
- Eduard Strasburger: Lehrbuch der Botanik für Hochschulen. Fischer, Jena 1894.
  - 4. Auflage. Fischer, Jena 1900. Digitalisierte Ausgabe
  - 5. Auflage. Fischer, Jena 1902. Digitalisierte Ausgabe
  - 8. Auflage. Fischer, Jena 1906 (Digitalisat)
- Peter Sitte, Hubert Ziegler, Friedrich Ehrendorfer, Andreas Bresinsky: Lehrbuch der Botanik für Hochschulen. Begründet von E. Strasburger. Spektrum Akademischer Verlag/Gustav Fischer 1998 (34. Aufl.), ISBN 3-8274-0779-6.
- Peter Sitte, Elmar Weiler, Joachim W. Kadereit, Andreas Bresinsky, Christian Körner: Lehrbuch der Botanik für Hochschulen. Begründet von E. Strasburger. Spektrum Akademischer Verlag, Heidelberg 2002 (35. Aufl.), ISBN 3-8274-1010-X.
- Andreas Bresinsky, Christian Körner, Joachim W. Kadereit, Gunther Neuhaus, Uwe Sonnewald: Strasburger – Lehrbuch der Botanik. Begründet von E. Strasburger. Spektrum Akademischer Verlag, Heidelberg 2008 (36. Aufl.), ISBN 978-3-8274-1455-7.
- Joachim W. Kadereit, Christian Körner, Benedikt Kost, Uwe Sonnewald: Strasburger – Lehrbuch der Pflanzenwissenschaften. Springer Spektrum, 37., vollständig überarbeitete und aktualisierte Auflage. Berlin/Heidelberg 2014, ISBN 978-3-642-54434-7 (Print); ISBN 978-3-642-54435-4 (E-Book).
- Joachim W. Kadereit, Christian Körner, Peter Nick, Uwe Sonnewald: Strasburger – Lehrbuch der Pflanzenwissenschaften. Springer Spektrum, 38. Auflage. Berlin/Heidelberg 2021, ISBN 978-3-662-61942-1 (Print); ISBN 978-3-662-61943-8 (E-Book).